# ファリス (競走馬)
ファリス（Pharis、1936年 - 1957年）はフランスの競走馬。父ファロスと母カリシマの間に生まれた黒鹿毛の牡のサラブレッドである。マルセル・ブサックの傑作で、数少ない戦績ながらフランス競馬史上最強の一頭と評価されている。

## 経歴

### 競走馬時代
ファリスは1939年5月、ノアイユ賞でデビューした。レースではスタートで出遅れる不利があったが優勝。陣営は翌6月に行われるジョッケクルブ賞への出走を決定した。ジョッケクルブ賞では最後方を進み、しかも直線で進路を妨害される不利を被ったが、そこから伸びを見せたファリスは一気に先頭に立ち、2着に2馬身1/2の着差をつけて優勝した。同月末のパリ大賞典でもレース中に馬がバランスを崩し騎手が落馬する寸前になる不利を被りながら、ゴールまで残り400mの地点で体勢を立て直すと、一気に先頭に立ち優勝した。
パリ大賞典優勝後、ファリス陣営はイギリスに遠征し2000ギニー、エプソムダービーの二冠を制したブルーピーターとセントレジャーで対決する計画を立てた。しかし第二次世界大戦の影響で競馬自体が中止となったため計画は立ち消えとなった。ファリスはその後レースに出走することなく競走馬を引退し、1940年春からフランスで種牡馬となった。

### 種牡馬時代
初年度の種付けを終えた直後、ファリスはフランスへ進駐したドイツ軍によって「賠償」として連行され、1945年までドイツ陸軍が所有する牧場で繋養された。その間、フランスで生まれた初年度産駒が大活躍し、ファリスは1943年にフランスの2歳リーディングサイアーに、翌1944年にはリーディングサイアーとなった。一方、ドイツで生産された産駒はアステルブルーテを除き目立つ活躍を見せていない。1945年にフランスへ戻ってからの種牡馬成績も良好で、1951年から1953年にかけて3年連続でリーディングサイアーとなった。
なお、ファリスを所有していたマルセル・ブサックはドイツ軍による連行への報復として、ドイツで生まれたファリス産駒の出生証明書にサインしないという行動に出た。そのことによりファリスがドイツへ連行されていた時代に生まれた産駒はフランスの血統書に登録されず、「父馬X」と記載されることになった。

## 主な産駒
- アルダン / Ardan（1944年ジョッケクルブ賞、凱旋門賞）
- アステルブルーテ / Asterblute（1949年ディアナ賞、ドイチェスダービー）
- エイトラックス / Atrax（ファイブホープ（1978年優駿牝馬）の父）
- オリバン / Auriban（1952年ジョッケクルブ賞）
- コルハダ / Corejada（1950年プール・デッセ・デ・プーリッシュ、アイリッシュオークス）
- ダイナマイター / Dynamiter（1951年・1952年チャンピオンステークス）
- パレンシア / Palencia（1944年プール・デッセ・デ・プーリッシュ）
- フィリュース / Philius（1956年ジョッケクルブ賞）
- プリアム / Priam（1943年グランクリテリウム）
- スクラッチ / Scratch（1950年ジョッケクルブ賞、セントレジャーステークス）
- タルマ / Talma（1951年セントレジャーステークス）

## ブルードメアサイアーとしての主な産駒
- アポロニア（ディアヌ賞）
- マシップ（アスコットゴールドカップ、フランスセントレジャー）
- ビビアズ（ポーランドダービー）
- マンスール（スペインダービー）
- イブレッセ（ドイツ1000ギニー、ディアナ賞）
- インペイシャント（ハードウィックステークス）

## 血統表
| ファリスの血統（ファラリス系 / Cyllene 4×4=12.50%、St. Simon 5×4=9.38%、Bona Vista 5×5=6.25%） | ファリスの血統（ファラリス系 / Cyllene 4×4=12.50%、St. Simon 5×4=9.38%、Bona Vista 5×5=6.25%） | ファリスの血統（ファラリス系 / Cyllene 4×4=12.50%、St. Simon 5×4=9.38%、Bona Vista 5×5=6.25%） | （血統表の出典）   | （血統表の出典） |
| 父 Pharos 1920 鹿毛                                                                            | 父の父Phalaris 1913 黒鹿毛                                                                     | Polymerus                                                                                      | Cyllene            | Cyllene          |
| 父 Pharos 1920 鹿毛                                                                            | 父の父Phalaris 1913 黒鹿毛                                                                     | Polymerus                                                                                      | Maid Marian        |                  |
| 父 Pharos 1920 鹿毛                                                                            | 父の父Phalaris 1913 黒鹿毛                                                                     | Bromus                                                                                         | Sainfoin           | Sainfoin         |
| 父 Pharos 1920 鹿毛                                                                            | 父の父Phalaris 1913 黒鹿毛                                                                     | Bromus                                                                                         | Cheery             |                  |
| 父 Pharos 1920 鹿毛                                                                            | 父の母Scapa Flow 1914 栗毛                                                                     | Chaucer                                                                                        | St. Simon          | St. Simon        |
| 父 Pharos 1920 鹿毛                                                                            | 父の母Scapa Flow 1914 栗毛                                                                     | Chaucer                                                                                        | Canterbury Pilgrim |                  |
| 父 Pharos 1920 鹿毛                                                                            | 父の母Scapa Flow 1914 栗毛                                                                     | Anchora                                                                                        | Love Wisely        | Love Wisely      |
| 父 Pharos 1920 鹿毛                                                                            | 父の母Scapa Flow 1914 栗毛                                                                     | Anchora                                                                                        | Elyholme           |                  |
| 母 Carissima 1923 鹿毛                                                                         | 母の父Clarissimus 1913 栗毛                                                                    | Radium                                                                                         | Bend Or            | Bend Or          |
| 母 Carissima 1923 鹿毛                                                                         | 母の父Clarissimus 1913 栗毛                                                                    | Radium                                                                                         | Taia               |                  |
| 母 Carissima 1923 鹿毛                                                                         | 母の父Clarissimus 1913 栗毛                                                                    | Quintessence                                                                                   | St. Frusquin       | St. Frusquin     |
| 母 Carissima 1923 鹿毛                                                                         | 母の父Clarissimus 1913 栗毛                                                                    | Quintessence                                                                                   | Margarine          |                  |
| 母 Carissima 1923 鹿毛                                                                         | 母の母Casquetts 1913 鹿毛                                                                      | Captivation                                                                                    | Cyllene            | Cyllene          |
| 母 Carissima 1923 鹿毛                                                                         | 母の母Casquetts 1913 鹿毛                                                                      | Captivation                                                                                    | Cassis             |                  |
| 母 Carissima 1923 鹿毛                                                                         | 母の母Casquetts 1913 鹿毛                                                                      | Charm                                                                                          | Morion             | Morion           |
| 母 Carissima 1923 鹿毛                                                                         | 母の母Casquetts 1913 鹿毛                                                                      | Charm                                                                                          | Domiduca F-No.20-a |                  |